# Province de Séville
La province de Séville (en espagnol : Provincia de Sevilla) est une des huit provinces de la communauté autonome d'Andalousie, dans le Sud de l'Espagne. Sa capitale est la ville de Séville.

## Géographie
La province de Séville se trouve dans la partie occidentale de l'Andalousie. Elle couvre une superficie de 14 042 km2, ce qui en fait la province la plus étendue d'Andalousie.
Elle est bordée au nord par la province de Badajoz (communauté autonome d'Estrémadure), à l'est par la province de Cordoue, au sud-est par la province de Malaga, au sud par la province de Cadix et à l'ouest par la province de Huelva.
Le relief de la province comprend trois unités principales : la dépression bétique dont l'axe est le fleuve Guadalquivir, qui traverse la province de l'est au sud-ouest et forme une vaste zone humide près de son embouchure, les marais du Guadalquivir ; la Sierra Morena au nord et au sud les contreforts de la Cordillère bétique.
Le principal cours d'eau de la province est le Guadalquivir. Ses affluents les plus notables sont les rivières Genil, Corbones, Guadaíra, Viar et Rivera de Huelva.
La province a un climat océanique chaud avec une température annuelle moyenne de 18,5 °C. Les hivers sont doux et les étés chauds, les températures dépassant souvent 40 °C.

## Subdivisions

### Comarques
La province est subdivisée en 9 comarques.

### Communes
La province compte 105 communes (municipios en espagnol).